# Southeast/Saison 2015
Diese Liste beschreibt die Mannschaft und die Erfolge des Radsportteams Southeast in der Saison 2015.

## Saison 2015

### Erfolge in der UCI America Tour
| Datum      | Rennen                       | Kat. | Sieger            |
| ---------- | ---------------------------- | ---- | ----------------- |
| 11. Januar | 3. Etappe Vuelta al Táchira  | 2.2  | Jakub Mareczko    |
| 12. Januar | 4. Etappe Vuelta al Táchira  | 2.2  | Jakub Mareczko    |
| 18. Januar | 10. Etappe Vuelta al Táchira | 2.2  | Jonathan Monsalve |
| 13. Juni   | 2. Etappe Vuelta a Venezuela | 2.2  | Jakub Mareczko    |
| 15. Juni   | 4. Etappe Vuelta a Venezuela | 2.2  | Mirko Tedeschi    |
| 20. Juni   | 9. Etappe Vuelta a Venezuela | 2.2  | Jakub Mareczko    |
| 30. August | 5. Etappe Tour do Rio        | 2.2  | Andrea Dal Col    |

### Erfolge in der UCI Asia Tour
| Datum                   | Rennen                           | Kat. | Sieger         |
| ----------------------- | -------------------------------- | ---- | -------------- |
| 25. Oktober             | 6. Etappe Tour of Hainan         | 2.HC | Jakub Mareczko |
| 31. Oktober             | 1. Etappe Tour of Taihu Lake     | 2.1  | Jakub Mareczko |
| 1. November             | 2. Etappe Tour of Taihu Lake     | 2.1  | Jakub Mareczko |
| 2. November             | 3. Etappe Tour of Taihu Lake     | 2.1  | Jakub Mareczko |
| 5. November             | 6. Etappe Tour of Taihu Lake     | 2.1  | Jakub Mareczko |
| 6. November             | 7. Etappe Tour of Taihu Lake     | 2.1  | Jakub Mareczko |
| 7. November             | 8. Etappe Tour of Taihu Lake     | 2.1  | Jakub Mareczko |
| 8. November             | 9. Etappe Tour of Taihu Lake     | 2.1  | Jakub Mareczko |
| 31. Oktober–8. November | Gesamtwertung Tour of Taihu Lake | 2.1  | Jakub Mareczko |

### Erfolge in der UCI Europe Tour
| Datum      | Rennen                                      | Kat. | Sieger          |
| ---------- | ------------------------------------------- | ---- | --------------- |
| 8. Februar | Gran Premio Costa degli Etruschi            | 1.1  | Manuel Belletti |
| 15. März   | Dwars door Drenthe                          | 1.1  | Manuel Belletti |
| 26. März   | 1a. Etappe Settimana Internazionale         | 2.1  | Manuel Belletti |
| 26. Juni   | Albanische Meisterschaft – Einzelzeitfahren | CN   | Eugert Zhupa    |
| 1. Juli    | Prolog Sibiu Cycling Tour (EZF)             | 2.1  | Rafael Andriato |
| 3. Juli    | 2. Etappe Sibiu Cycling Tour                | 2.1  | Mauro Finetto   |
| 1.–5. Juli | Gesamtwertung Sibiu Cycling Tour            | 2.1  | Mauro Finetto   |

### Abgänge – Zugänge
| Zugänge             | Team 2014                    | Abgänge           | Team 2015                   |
| ------------------- | ---------------------------- | ----------------- | --------------------------- |
| Francesco Gavazzi   | Astana Pro Team              | Francesco Chicchi | Androni Giocattoli-Sidermec |
| Elia Favilli        | Lampre-Merida                | Fabio Taborre     | Androni Giocattoli-Sidermec |
| Luca Wackermann     | Lampre-Merida                | Daniele Colli     | Nippo-Vini Fantini          |
| Alessandro Petacchi | Omega Pharma-Quick Step      | Mattia Pozzo      | Nippo-Vini Fantini          |
| Manuel Belletti     | Androni Giocattoli-Venezuela | Tomás Gil         | Ona Idt Fona                |
| Liam Bertazzo       | MG Kvis-Wilier               | Matteo Rabottini  | Dopingsperre                |
| Matteo Busato       | MG Kvis-Wilier               | Roberto De Patre  | Karriereende                |
| Eugert Zhupa        | Zalf-Euromobil-Desirée-Fior  | Francesco Failli  | Unbekannt                   |
| Jakub Mareczko      | Neoprofi                     | Luigi Miletta     | Unbekannt                   |

### Mannschaft
| Fahrer              | Geburtsdatum       | Land         |              |
| ------------------- | ------------------ | ------------ | ------------ |
| Rafael Andriato     | 20. Oktober 1987   | Brasilien    |              |
| Manuel Belletti     | 14. Oktober 1985   | Italien      |              |
| Liam Bertazzo       | 17. Februar 1992   | Italien      |              |
| Matteo Busato       | 20. Dezember 1987  | Italien      |              |
| Ramón Carretero     | 26. November 1990  | Panama       |              |
| Giorgio Cecchinel   | 24. Juni 1989      | Italien      |              |
| Samuele Conti       | 14. September 1991 | Italien      |              |
| Andrea Dal Col      | 30. April 1991     | Italien      |              |
| Elia Favilli        | 31. Januar 1989    | Italien      |              |
| Andrea Fedi         | 29. Mai 1991       | Italien      |              |
| Mauro Finetto       | 10. Mai 1985       | Italien      |              |
| Giuseppe Fonzi      | 2. August 1991     | Italien      |              |
| Francesco Gavazzi   | 1. August 1984     | Italien      |              |
| Jakub Mareczko      | 30. April 1994     | Italien      |              |
| Jonathan Monsalve   | 28. Juni 1989      | Venezuela    |              |
| Alessandro Petacchi | 3. Januar 1974     | Italien      |              |
| Simone Ponzi        | 17. Januar 1987    | Italien      |              |
| Mirko Tedeschi      | 5. Januar 1989     | Italien      |              |
| Luca Wackermann     | 13. März 1992      | Italien      |              |
| Eugert Zhupa        | 4. April 1990      | Albanien     |              |
| Stagiaires          | Stagiaires         | Nationalität | Nationalität |
| Julien Amezqueta    | Julien Amezqueta   | Spanien      |              |
| Cristian Rodríguez  | Cristian Rodríguez | Spanien      |              |